# Almucs de Castelnau
Almucs de Castelnau, o Castelnou ma anche Almuc, Amucs, Almois, Almurs, o Almirs, (1140 circa – 1184), è stata una trobairitz, originaria di una città vicino ad Avignone in Provenza.

## Biografia
La sola opera sopravvissuta di Almucs è uno scambio poetico con Iseut de Capio, un'altra trobairitz. La canzone è presentata nei canzonieri insieme a una lunga razó. Si racconta di come Iseut implorasse Almucs de Castelnau di perdonare Gigo (Gui), signore di Tournon (Tornon) nel Vivarais, cavaliere di Iseut, il quale commise "una grande colpa" contro Almucs. Gigo, tuttavia, non era né pentito né cercava perdono, e così Almucs risponde a Iseut con una cobla da lei composta. Questo scambio è stato datato intorno al 1190. Almucs viene anche menzionata (...dompna nal murs...) nel poesia Ia de chan della collega trobairitz Castelloza.

## Identificazione

### Almodis de Caseneuve
Almucs può essere identificata con una certa Almodis di Caseneuve non lontano da Avignone e vicina anche a Les Chapelins, possibilmente la patria di Iseut de Capio. Cronologicamente, Almodis e Almucs sarebbero state contemporanee e i signori di Caseneuve hanno documentato relazioni con altri trovatori. Almodis è stata la seconda moglie di Guiraut I de Simiane, che governò Apt e Gordes. Gli diede quattro figli, tra cui Raimbout d'Agould, il secondogenito, che, nel 1173, aveva accompagnato suo padre alla crociata. Dato che Raimbout deve essere stato abbastanza grande di età al momento di sottoporsi al lungo e arduo viaggio e la prima moglie di Guiraut era morta nel 1151, il matrimonio di Almodis deve avere avuto luogo tra questa data e approssimativamente il 1161 (supponendo che l'età del figlio più grande fosse di almeno dodici anni al momento della crociata). Bogin suggerisce che un vedovo come Guiraut si sarebbe rapidamente risposato e che Almodis fosse dunque nata probabilmente non più tardi del 1140.
Se il Guiraut de Simiane menzionato nei documenti del 1113 e del 1120 fosse lo stesso sposo di Almodis, sarebbe probabile che egli fosse andato alla crociata con la speranza di morire in Oriente. Nel 1150 Guiraut testimonia la volontà di Tibors de Sarenom, la madre di Raimbaut d'Aurenga. Nel 1184 Raimbout d'Agould fece una donazione all'Abbazia di Sénanque a nome dei suoi genitori, i quali erano presumibilmente morti. Raimbout viene successivamente menzionato di frequente da Gaucelm Faidit come N'Agout.

### Moglie di Guigo de Randon
È possibile che Almucs fosse stata la moglie di Guigo de Castelnou de Randon, il quale visse intorno al 1200.

## Fonti
- (EN)  Bogin, Meg (1976). The Women Troubadours. Scarborough: Paddington. ISBN 0-8467-0113-8.
- (EN)  Bruckner, Matilda Tomaryn; Shepard, Laurie; and White, Sarah (1995). Songs of the Women Troubadours. New York: Garland Publishing. ISBN 0-8153-0817-5.